# 喜茂別站

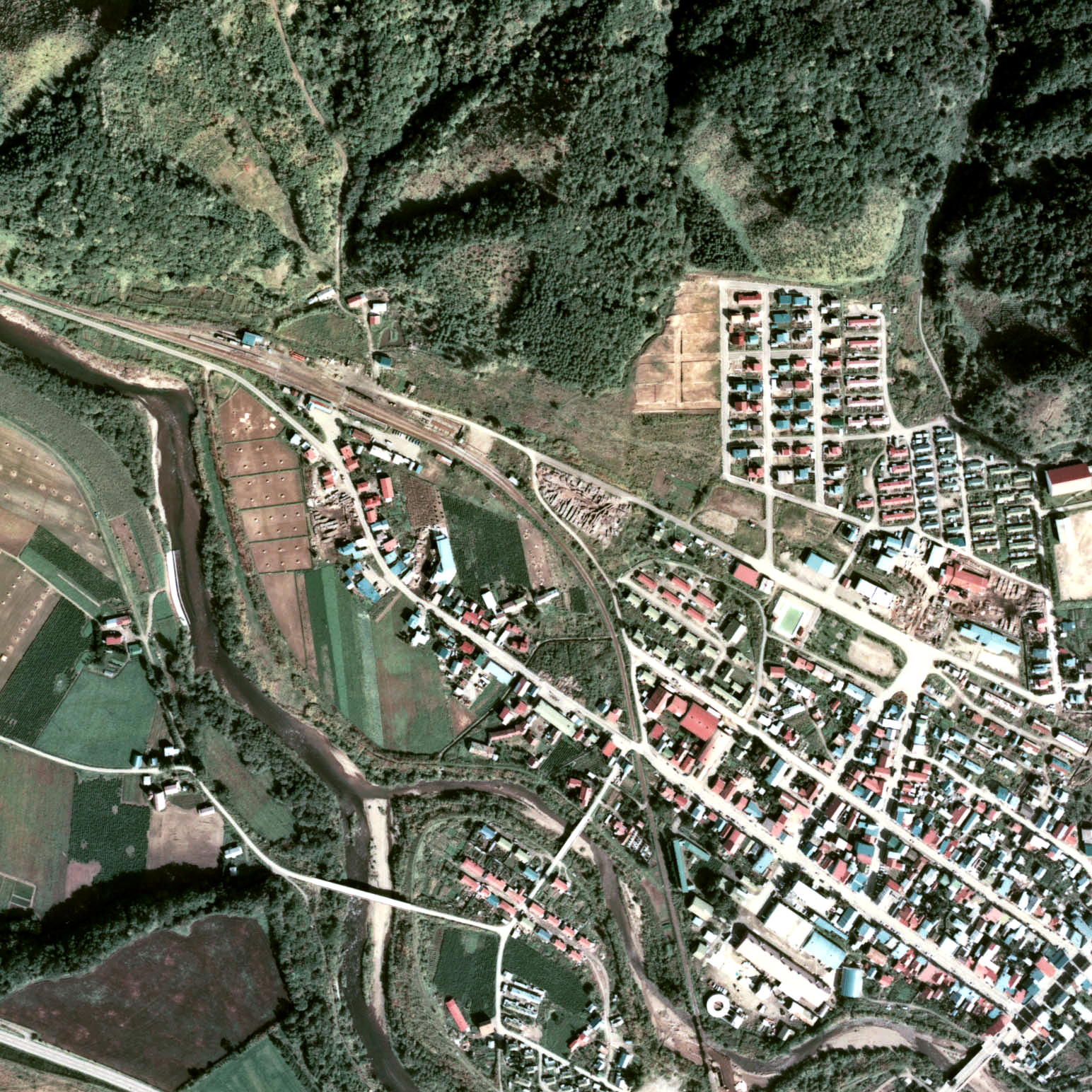
1976年的喜茂別站與方圓約1公里範圍。下方是伊達紋別方向。車站後方向右下方是前往第一代喜茂別站的路軌遺址。第一代喜茂別站位於右端木工所下方。當時還有站前廣場。

喜茂別站（日语：／ Kimobetsu eki */?）是位於北海道虻田郡喜茂別町字喜茂別，日本國有鐵道的膽振線車站（廢站）。隨著膽振線廢除，車站在1986年（昭和61年）11月1日廢除。
在1980年（昭和55年）9月前行走的急行「膽振」停靠此站。

## 歷史
從前有兩個喜茂別站。一個在膽振鐵道啟用時設置的終點站，名為「喜茂別站」（第一代）。另一個是在膽振鐵道與膽振縱貫鐵道合併時，路線向伊達紋別方向延長之際，喜茂別站（第一代）與留產站之間新設一座西喜茂別站（日语：／），後來在國有化時改名為「喜茂別站」（第二代）。膽振縱貫鐵道開業後，西喜茂別站至喜茂別站（第一代）之間設有貨物支線（全長0.7公里）。在國有化之際，喜茂別站（第一代）與舊・西喜茂別站站內合併，第一代車站廢除。
- 1928年（昭和3年）10月21日 - 膽振鐵道京極站至喜茂別站（第一代）之間開通，此站啟用。當時為一般車站[1]。
- 1938年（昭和13年） - 喜茂別站（第一代）至位於字福島的日鐵礦業（日语：日鉄鉱業）上喜茂別礦山之間開設專用鐵道，全長6.6公里[3]。
- 1940年（昭和15年）10月 - 上喜茂別礦山專用鐵道租賃給膽振開發（株），兩公司共用使用專用鐵道[4]。
- 1941年（昭和16年）
  - 9月27日 - 膽振鐵道轉讓給膽振縱貫鐵道（合併）。
  - 10月12日 - 膽振縱貫鐵道德舜瞥站（後來名為新大瀧站）至西喜茂別站之間開通（新設西喜茂別站）。同時喜茂別站（第一代）變為貨運車站，西喜茂別站至喜茂別站（第一代）之間成為貨物支線。
- 1944年（昭和19年）7月1日 - 膽振縱貫鐵道在戰時被收購，鐵路線國有化。路線名改為膽振線[1]。喜茂別站（第一代）與貨物支線編入至西喜茂別站站內（喜茂別站（第一代）廢除），西喜茂別站改名為喜茂別站（第二代）[1]。
- 1957年（昭和32年）以後 - 日鐵礦業喜茂別礦山專用鐵道撤走[5]。
- 1980年（昭和55年）5月15日 - 結束處理貨物。成為業務委託車站[6]。
- 1984年（昭和59年）2月1日 - 結束處理行李[2][1]。
- 1986年（昭和61年）11月1日 - 膽振線全線廢除，此站也廢除[2]。

## 車站構造
截至車站廢除前，此站是地面車站，設有2面2線的單式月台。月台呈千鳥式配置，可進行列車交會。車站大樓一方月台西邊與對面月台東邊之間設有站內平交道連接。靠近車站大樓一方月台（南邊）是下行1號月台，對面月台（北邊）是上行2號月台。兩座月台有一段距離。在2號月台靠近俱知安一方設有路軌分支。在2號月台外側設有側線（可讓乘客上下車）。
此站是業務委託站。車站大樓位於站內西南方，鄰接月台與站內平交道。
曾經此站卸載鐵礦石和農作物。

## 站名的由來
車站名稱取自所在地名。地名源自阿伊努語的「キム・オ・ペツ」，其意思是「從山上來的河流」。

## 利用狀況
- 在1981年度（昭和56年度），1日上下車人次為195人[7]。

## 車站周邊
車站距離喜茂別町市區2公里，因此對於乘客有少許不便。
- 北海道道696號喜茂別停車場線
- 國道276號（日语：国道276号）（尻別國道）[8]
- 國道230號（日语：国道230号）（中山國道）[8]
- 喜茂別町公所
- 俱知安警署（日语：倶知安警察署）喜茂別駐在所
- 喜茂別郵局
- 北海道喜茂別高等學校（日语：北海道喜茂別高等学校）
- 喜茂別中學
- 喜茂別小學
- 喜茂別厚生醫院
  - 道南巴士（日语：道南バス）「喜茂別厚生醫院前」巴士站
- 北海道信用金庫（日语：北海道信用金庫）喜茂別分店
- 羊蹄農業協同組合（日语：ようてい農業協同組合）（JA羊蹄）喜茂別分所
- 尻別川（日语：尻別川）[8]
- 喜茂別川（日语：喜茂別川）[8]
- 尻別山 - 車站西南方。海拔1,107米[8]。
- 道南巴士（日语：道南バス）「喜茂別」巴士站
  - 札幌站前方向、洞爺湖溫泉（日语：洞爺湖温泉）、豐浦潮騷（日语：豊浦温泉）方向
  - 俱知安站方向、御園、伊達站前方向（膽振線替代路線）

## 現況
截至2001年（平成13年），車站遺址建設新的公寓。截至2010年（平成22年）也是同樣。在住宅區內一角公園設有車站遺蹟之紀念碑。

## 相鄰車站
日本國有鐵道
膽振線
北鈴川－喜茂別－留產

## 注腳
1. 1 2 3 4 5 6  石野哲（編）. . JTB. 1998: 859. ISBN 978-4-533-02980-6 （日语）.
2. 1 2 3  . 官報. 1986-10-14 （日语）.
3. ↑  礦山出產的礦石會運送至輪西製鐵所。在日鐵礦業40年史 昭和54年11月發行 P579-580 中，於昭和12年12月收購了上喜茂別礦山和鋪設專用線。在昭和13年12月，上喜茂別礦山開始出產礦石，專用線開始運作。另一方面，在喜茂別町史 昭和44年8月發行 P955中，指出專用線在1940年（昭和15年）9月才開通。
4. ↑  日鐵礦業40年史 昭和54年11月發行 P29。
5. ↑  喜茂別礦山在昭和28年暫停作業。專用鐵道方面，於昭和32年版全國專用線一覧中還有記載，於39年版不再記載。
6. ↑  . 交通新聞 (交通協力會). 1980-05-18: 1 （日语）.
7. 1 2 3 4 5 6 7 8 9  書籍《国鉄全線各駅停車1 北海道690駅》（小學館，1983年7月發行）93頁。
8. 1 2 3 4 5  書籍《北海道道路地図 改訂版》（地勢堂，1980年3月發行）6頁。
9. ↑  書籍《鉄道廃線跡を歩くVIII》（JTB出版，2001年8月發行）154頁。
10. ↑  書籍《新 鉄道廃線跡を歩く1 北海道・北東北編》（JTB出版，2010年4月發行）154頁。

## 外部連結
- 照片藏 - BE13s-膽振線普通列車，喜茂別站 （页面存档备份，存于）（日語）